# ДНК-полимераза гамма-2
ДНК-полимераза гамма-2 - вспомогательная субъединица фермента, участвующего в репликации митохондриальной ДНК. В человеческом организме данная субъединица кодируется геном POLG2. Митохондриальная ДНК-полимераза состоит из трех субъединиц (является гетеротримером) — двух одинаковых вспомогательных субъединиц, кодируемых геном POLG2, и каталитической субъединицы, кодируемой геном POLG. Дефекты гена POLG2 приводят к развитию митохондриальных заболеваний.

## Структура
ДНК-полимераза γ-2 принадлежит к ДНК-полимеразам семейства А. Белок содержит фосфосерин-модифицированный остаток в позиции 38 и сигнальный пептид, 25 бета-цепей, 21 альфа-спираль, и 8 поворотов. 